# Felekān
Felekān (persiska: فِلِكان, فلکان) är en ort i Iran.   Den ligger i provinsen Västazarbaijan, i den nordvästra delen av landet, 600 km väster om huvudstaden Teheran. Felekān ligger 1 613 meter över havet och antalet invånare är 590.
Terrängen runt Felekān är huvudsakligen kuperad, men åt nordväst är den platt.Runt Felekān är det ganska tätbefolkat, med 108 invånare per kvadratkilometer. Närmaste större samhälle är Nergī, 14,5 km norr om Felekān. Trakten runt Felekān består i huvudsak av gräsmarker.